# Jerzy Peisert
Jerzy Stanisław Peisert (ur. 18 lutego 1947 we Wrocławiu) – polski fizyk, działacz opozycji w PRL.

## Kariera
Jest absolwentem Uniwersytetu Wrocławskiego na kierunku fizyki od 1970 roku, w 1987 otrzymał stopień naukowy doktora. W 1970 zaczął pracę jako nauczyciel w Szkole Podstawowej nr 112 we Wrocławiu, uczęszczając równocześnie do roku 1974 studia doktoranckie na Uniwersytecie Wrocławskim. Między 1974 a 1979 rokiem był asystentem na Wydziale Podstawowych Problemów Techniki Politechniki Wrocławskiej, po czym był specjalistą matematyki w Instytucie Meteorologii i Gospodarki Wodnej we Wrocławiu (1979-1984). W 1984 roku został zwolniony z pracy z powodu działalności opozycyjnej, do 1987 roku był wykładowcą katolickiej nauki społecznej w Szkole Kształcenia Kadr na Przyszłość  (wraz z prof. Zbigniewem Dudą, Adolfem Juzwenką, Karolem Modzelewskim, Andrzejem Wiszniewskim), która miała przygotować kadrę do rządzenia w wolnej Polsce. Wykładał w tym okresie we Wrocławiu, Legnicy i Zielonej Górze. Od 1985 adiunkt w Instytucie Fizyki na Wydziale Podstawowych Problemów Techniki Politechniki Wrocławskiej.

## Działania opozycyjne
Rozpoczął swoją działalność polityczną w 1965 jako członek Związku Studentów Polskich na Uniwersytecie Wrocławskim, gdzie był aktywny do 1975 roku. W 1968 uczestniczył w wydarzeniach marcowych we Wrocławiu i w strajku okupacyjnym w gmachu głównym uniwersytetu. Od 1978 do 1980 kolportował wydawnictwa KSS KOR, po czym między 1979 a 1980 pisał artykuły do „Biuletynu Dolnośląskiego”.
Do Solidarności wstąpił we wrześniu 1980 roku, po czym został współzałożycielem Komitetu Założycielskiego w INGW. Po 13 grudnia 1981 roku działał w opozycji, od 1983 roku jako członek Solidarności Walczącej. Między 1983 a 1988 rokiem był redaktorem i autorem tekstów w „Solidarności Walczącej”. Podczas swojej działalności opozycyjnej współpracował z Kornelem Morawieckim i Janem Waszkiewiczem.
Został internowany 6 marca 1982 roku i przetrzymywany w Areszcie Śledczym Komendy Wojewódzkiej Milicji Obywatelskiej we Wrocławiu, od 20 marca w Ośrodku Odosobnienia w Grodkowie. 5 czerwca 1982 został zwolniony, lecz 29 kwietnia 1983 powtórnie internowany, trafił 1 maja 1983 do Ośrodka Odosobnienia w Strzelinie. Został dopiero 3 maja 1983 roku.
Pisał pod pseudonimami "K.W." i "Kazimierz Wandy".

## Publikacje
Jest autorem i współautorem ok. 15 publikacji z dziedziny fizyki kwantowej.
Artykuły:
- Impedancja elektrod umieszczonych w pobliżu ośrodka półprzewodzącego (1980)
- Mechanisms responsible for the conduction of island aluminium films in the temperature range of 50 to 400 C (1987)
- Influence of the surface layer on the optical properties of island al films on NaCl substrates (1988)
- Optical properties of gold and aluminium island films with regard to grain size and interisland spacing distribution (1988)
- Conduction model including some fundamental conduction mechanisms for a discontinuous metal film on a dielectric substrate (1988)
- Optical properties of copper island films with consideration of grain size and interisland spacing distribution (1989)
- Budd-Vanniemenus theorem and work function expression for a metal-metallic adlayer system (1994)
- Surface plasmon dispersion in simple metals: a sum rule approach (1994)
- Surface-inhomogeneous jellium model: face-dependent work function (1995)
- Quantum size effect in thin Al (110) slabs (1999)
- Influence of crystal field excitations coupled to lattice vibrations on thermodynamical properties of a two-level paramagnet (2004)
- Thermodynamics of Fcc Al crystal from first principles – performance of local density and generalized gradient approximations (2007)
- Spin correlations effect on the electrical resistivity in rare earth intermetallics (2008)
- Electrical resistance anomaly in normal rare earth systems (2009)

## Odznaczenia
- Krzyż Kawalerski Orderu Odrodzenia Polski